# Jeffrey Goldstone
Jeffrey Goldstone (3 de setembre de 1933) és un físic teòric britànic i professor emèrit a la facultat de física del Centre de Física Teòrica de l'MIT. Va treballar a la Universitat de Cambridge fins al 1977. És famós per proposar el bosó de Nambu–Goldstone. Actualment està treballant en computació quàntica.

## Biografia
Goldstone es va educar al Grammar College de Manchester i a la Universitat Trinity, Cambridge (llicenciatura el 1954, doctorat el 1958). Va treballar en la teoria de la matèria nuclear sota la direcció de Hans Bethe i va desenvolupar modificacions dels diagrames de Feynman per a sistemes no-relativistes de molts fermions, que són actualment anomenats com diagrames de Goldstone.
Goldstone fou investigador a la Trinity Universitat, Cambridge, de 1956 a 1960 i va fer estades de recerca a Copenhaguen, CERN i Harvard. Durant aquest temps, el seu focus de recerca va canviar cap a la física de partícules i va investigar la natura de teories de camp relativistes amb simetries trencades espontàniament. Amb Abdus Salam i Steven Weinberg van provar que partícules de massa zero (bosons de Nambu–Goldstone) han d'existir en aquestes teories.
De 1962 a 1976, Goldstone fou membre de la facultat de física a Cambridge. Al començament dels 1970, va treballar en la quantització al con de llum de la teoria de cordes relativistes amb Peter Goddard, Claudio Rebbi i Charles Thorn. Es va traslladar als EUA el 1977 com a Professor de Físiques a l'MIT, és Professor Cecil i Ida Green de Físiques d'ençà el 1983 i Director del Centre de Física Teòrica de l'MIT de 1983-89.
Goldstone ha publicat recerca sobre solitons en teories quàntiques de camps amb Romain Jackiw i Franc Wilczek, i en la llei forta quàntica dels grans nombres amb Edward Farhi i Samuel Gutmann. Des del 1997, ha estat treballant, amb Farhi, Gutmann, Michael Sipser i Andrew Childs, en algorismes de computació quàntica.

## Premis i honors
- Fellow de la Royal Society (1977),
- Fellow de l'Acadèmia americana de les Arts i Ciències (1977),
- Fellow de la Societat Americana de Física (1987).
- Fellow Honorari del Trinity College, Cambridge (2000).
- Premi de la Societat Americana de Física Dannie Heineman (1981) "per la seva contribució a la física nuclear, física de la matèria condensada i a la teoria quàntica de camps, tot establint la primera tècnica diagramàtica rigorosa pels problemes de N-cossos i provant un teorema fonamental sobre simetries globals espontàniament trencades."[3]
- Medalla Guthrie de l'Institut de Físiques (Londres) (1983)
- Medalla Dirac del Centre Internacional per Física Teòrica (Trieste).